# نباتات صفراوية
النباتات الصفراوية (الاسم العلمي:Biliphyta) هي تحت مملكة (مملكة فرعية) من النباتات. تشتمل على الطحالب الزرقاء والطحالب الحمراء.
يجب عدم الخلط بين أعضاء هذه المجموعة والنباتات الصفراوية البيكوية أو الحيوانات البيكوية (بالإنجليزية: Picobiliphytes)‏ والتي تعرف أيضًا ب(بالإنجليزية: biliphytes)‏.

## التصنيف
- شعبة الطحالب الحمراء
  - شعيبة الطحالب الحمراء المتقلبة
    - الطائفة القيلومانية
      - رتبة القيلوميات
        - الفصيلة القيلومية
          - جنس القيلومى

      - رتبة الروفوسيات
        - الفصيلة الروفوسية
          - جنس طحلب روفوس
- شعبة الطحالب الزرقاء
  - الطائفة الزيروقانية
    - رتبة الزيروقيات
      - فصيلة الزيروقات
        - جنس الزيروقى

    - رتبة السيونيات
      - فصيلة السيونات
        - جنس السيونى

    - رتبة الليزوجيات
      - فصيلة الليزوجات
        - جنس الليزوجى